# Віраг Чурго
Віраг Чурго (угор. Virág Csurgó; нар. 10 листопада 1972) — колишня угорська тенісистка.
Найвищу одиночну позицію світового рейтингу — 160 місце досягла 20 листопада 1995, парну — 84 місце — 21 вересня 1998 року.
Здобула 6 одиночних та 17 парних титулів туру ITF.
Найвищим досягненням на турнірах Великого шолома було 2 коло в парному розряді.

## Фінали ITF

### Одиночний розряд: 8 (6–2)
| турніри $100,000 |
| турніри $75,000  |
| турніри $50,000  |
| турніри $25,000  |
| турніри $10,000  |

| Результат | Ранг | Дата            | Турнір                                      | Покриття | Суперниця             | Рахунок          |
| --------- | ---- | --------------- | ------------------------------------------- | -------- | --------------------- | ---------------- |
| Перемога  | 1.   | 8 травня 1989   | ITF Шварцах, Австрія                        | Ґрунт    | Зузана Вітзова        | 4–6, 6–0, 6–2    |
| Поразка   | 2.   | 16 липня 1990   | ITF Сполето, Італія                         | Ґрунт    | Горана Матич          | 6–3, 6–7, 4–6    |
| Перемога  | 3.   | 14 вересня 1992 | ITF Санто-Домінго, Домініканська Республіка | Ґрунт    | Нінфа Марра           | 1–6, 7–6(6), 6–4 |
| Перемога  | 4.   | 20 вересня 1993 | ITF Рабаць, Хорватія                        | Ґрунт    | Івона Хорват          | 6–2, 3–6, 6–3    |
| Перемога  | 5.   | 27 вересня 1993 | ITF Санто-Домінго, Домініканська Республіка | Ґрунт    | Марія Долорес Кампана | 6–3, 7–6(3)      |
| Перемога  | 6.   | 4 жовтня 1993   | ITF Фріпорт, Багамські Острови              | Тверде   | Камілл Бенджамін      | 6–3, 6–4         |
| Перемога  | 7.   | 11 жовтня 1993  | ITF Кінгстон, Ямайка                        | Тверде   | Дітта Губер           | 6–1, 6–3         |
| Поразка   | 8.   | 13 липня 1997   | ITF Пухгайм, Німеччина                      | Ґрунт    | Нелле ван Лоттум      | 0–6, 2–6         |

### Парний розряд: 29 (17–12)
| Результат | Ранг | Дата              | Турнір                                      | Покриття   | Партнерка                 | Суперниці                            | Рахунок       |
| --------- | ---- | ----------------- | ------------------------------------------- | ---------- | ------------------------- | ------------------------------------ | ------------- |
| Перемога  | 1.   | 18 липня 1988     | ITF Cava Tirr, Італія                       | Ґрунт      | Река Сіксаї               | Крістіане Гофманн Катажина Новак     | 6–1, 6–1      |
| Перемога  | 2.   | 24 квітня 1989    | ITF Дубровник, Югославія                    | Ґрунт      | Река Сіксаї               | Нора Байчикова Петра Голубова        | 6–0, 1–0 ret. |
| Поразка   | 3.   | 1 травня 1989     | ITF Сецце, Італія                           | Ґрунт      | Нора Кевеш                | Генрієтте К'єр Нільсен Наталі Чан    | 0–6, 6–3, 3–6 |
| Поразка   | 4.   | 8 травня 1989     | ITF Шварцах, Австрія                        | Ґрунт      | Нора Кевеш                | Есмір Гогендорн Штефані Ремке        | w/o           |
| Поразка   | 5.   | 9 липня 1990      | ITF Суб'яко, Італія                         | Ґрунт      | Нора Кевеш                | Кайлі Джонсон Барбара Мулей          | 6–7, 0–6      |
| Перемога  | 6.   | 10 червня 1991    | ITF Ерд, Угорщина                           | Ґрунт      | Андреа Темешварі          | Петра Голубова Маркета Штускова      | 6–1, 7–5      |
| Поразка   | 7.   | 20 липня 1992     | ITF Кайзерслаутерн, Німеччина               | Ґрунт      | Заскія Цінк               | Генріке Кадзідрога Ева-Марія Шюргофф | 6–2, 5–7, 3–6 |
| Перемога  | 8.   | 7 вересня 1992    | ITF Кінгстон, Ямайка                        | Тверде     | Макарена Міранда          | Джандфранка Деверсельї Трейсі Шредер | 6–4, 6–2      |
| Перемога  | 9.   | 14 вересня 1992   | ITF Санто-Домінго, Домініканська Республіка | Ґрунт      | Макарена Міранда          | Джандфранка Деверсельї Трейсі Шредер | 6–4, 4–6, 6–1 |
| Поразка   | 10.  | 15 лютого 1993    | ITF Амадора, Португалія                     | Тверде     | Теодора Недева            | Лара Біттер Майке Каутстал           | 0–6, 6–3, 2–6 |
| Поразка   | 11.  | 29 березня 1993   | ITF Марса, Мальта                           | Ґрунт      | Тяша Єзерник              | Клара Благова Мая Мурич              | 3–6, 7–5, 3–6 |
| Перемога  | 12.  | 27 вересня 1993   | ITF Санто-Домінго, Домініканська Республіка | Ґрунт      | Хімена Родрігес           | Марія Долорес Кампана Нурія Ньємес   | 6–4, 6–1      |
| Перемога  | 13.  | 11 жовтня 1993    | ITF Кінгстон, Ямайка                        | Тверде     | Жофія Чапо                | Еллісон Кінсі Келлі Сторі            | 6–1, 6–1      |
| Поразка   | 14.  | 15 травня 1994    | ITF Будапешт, Угорщина                      | Ґрунт      | Андреа Темашварі          | Ева Меліхарова Гелена Вілдова        | 2–6, 4–6      |
| Перемога  | 15.  | 12 червня 1994    | ITF Казерта, Італія                         | Ґрунт      | Флора Перфетті            | Мамі Доносіро Кього Нагацука         | 6–1, 7–5      |
| Перемога  | 16.  | 31 жовтня 1994    | ITF Монтевідео, Уругвай                     | Ґрунт      | Петра Мандула             | Нанні де Вільєрс Ана Паула Занноні   | 6–4, 7–5      |
| Перемога  | 17.  | 7 листопада 1994  | ITF Буенос-Айрес, Аргентина                 | Ґрунт      | Петра Мандула             | Нанні де Вільєрс Лаура Монтальво     | 6–3, 6–3      |
| Перемога  | 18.  | 14 листопада 1994 | ITF Ла-Плата, Аргентина                     | Ґрунт      | Петра Мандула             | Патрісія Маркова Танака Юка          | 7–6(3), 7–5   |
| Поразка   | 19.  | 25 лютого 1996    | ITF Богота, Колумбія                        | Ґрунт      | Катержина Крупова-Шишкова | Хрістіна Пападакі Мерседес Пас       | 6–7, 2–6      |
| Перемога  | 20.  | 10 червня 1996    | ITF Будапешт, Угорщина                      | Ґрунт      | Нора Кевеш                | Анхелес Монтоліо Фабіола Сулуага     | 5–7, 7–5, 6–2 |
| Поразка   | 21.  | 23 вересня 1996   | ITF Бухарест, Румунія                       | Ґрунт      | Юлія Лютрова              | Анка Барна Адріана Барна             | 6–4, 1–6, 0–6 |
| Поразка   | 22.  | 7 квітня 1997     | ITF Афіни, Греція                           | Ґрунт      | Светлана Кривенчева       | Кара Блек Ірина Селютіна             | 3–6, 4–6      |
| Перемога  | 23.  | 28 вересня 1997   | ITF Бухарест, Румунія                       | Ґрунт      | Жанетта Гусарова          | Ольга Глущенко Тетяна Пучек          | 6–0, 6–0      |
| Поразка   | 24.  | 19 жовтня 1997    | ITF Фленсбург, Німеччина                    | Килим (i)  | Кірстін Фрає              | Патріція Вартуш Ясмін Вер            | 3–6, 6–3, 3–6 |
| Перемога  | 25.  | 21 лютого 1998    | ITF Редбрідж, Велика Британія               | Тверде (i) | Олена Татаркова           | Кірстін Фрає Гіла Розен              | 7–5, 6–3      |
| Перемога  | 26.  | 6 липня 1998      | ITF Пухгайм, Німеччина                      | Ґрунт      | Нора Кевеш                | Зілке Маєр Ясмін Вер                 | 4–6, 6–0, 6–3 |
| Поразка   | 27.  | 13 липня 1998     | ITF Дармштадт, Німеччина                    | Ґрунт      | Нора Кевеш                | Лоранс Куртуа Нелле ван Лоттум       | 5–7, 2–6      |
| Перемога  | 28.  | 9 липня 2000      | ITF Файгінген, Німеччина                    | Ґрунт      | Ева Мартінцова            | Андреа Гласс Ясмін Вер               | 6–2, 2–6, 6–4 |
| Перемога  | 29.  | 24 липня 2000     | ITF Liège, Бельгія                          | Ґрунт      | Петра Мандула             | Ева Бес Хісела Рієра                 | 7–6(3), 6–1   |